# Туи Малила
Черепаха Туи Малила — мадагаскарская лучистая черепаха (Astrochelys radiata), по данным Книги рекордов Гиннесса — одно из самых старых животных в мире.
Согласно местному преданию, не подтверждаемому документальными свидетельствами, в 1773 году была подарена туземному вождю острова Тонга капитаном Куком. В таком случае по состоянию на 1965 год ей насчитывалось не менее 192 лет.
К старости она ослепла и могла есть, только когда кормушку с пищей придвигали к её рту. 19 мая 1966 года Туи Малила умерла; к тому времени её узоры потемнели от старости и травм.